# Oberliga Nord 1960/61
In 1960/61 werd het veertiende kampioenschap gespeeld van de Oberliga Nord, een van de vijf hoogste klassen in het West-Duitse voetbal. Hamburger SV werd kampioen en Werder Bremen vicekampioen. Beide clubs plaatsten zich voor de eindronde om de Duitse landstitel. HSV werd derde in zijn groep en Werder tweede.

## Eindstand
| Plaats | Club                   | Wed. | W  | G  | V  | Saldo  | Ptn. |
| ------ | ---------------------- | ---- | -- | -- | -- | ------ | ---- |
| 1.     | Hamburger SV           | 30   | 24 | 2  | 4  | 101:29 | 50   |
| 2.     | Werder Bremen          | 30   | 19 | 5  | 6  | 73:47  | 43   |
| 3.     | VfL Osnabrück          | 30   | 17 | 5  | 8  | 67:43  | 39   |
| 4.     | FC St. Pauli           | 30   | 16 | 4  | 10 | 60:46  | 36   |
| 5.     | Hannover 96            | 30   | 15 | 5  | 10 | 64:43  | 35   |
| 6.     | Altonaer FC 1893       | 30   | 13 | 4  | 13 | 39:53  | 30   |
| 7.     | Holstein Kiel          | 30   | 12 | 5  | 13 | 49:49  | 29   |
| 8.     | VfV Hildesheim         | 30   | 12 | 4  | 14 | 38:52  | 28   |
| 9.     | Eintracht Braunschweig | 30   | 10 | 8  | 12 | 51:56  | 28   |
| 10.    | VfB Oldenburg          | 30   | 7  | 12 | 11 | 45:55  | 26   |
| 11.    | VfR Neumünster 1910    | 30   | 7  | 12 | 11 | 44:56  | 26   |
| 12.    | Concordia Hamburg      | 30   | 8  | 8  | 14 | 44:69  | 24   |
| 13.    | ASV Bergedorf 85       | 30   | 8  | 7  | 15 | 37:67  | 23   |
| 14.    | TuS Bremerhaven 93     | 30   | 9  | 5  | 16 | 37:67  | 23   |
| 15.    | VfB Lübeck             | 30   | 7  | 8  | 15 | 38:50  | 22   |
| 16.    | Heider SV 1925         | 30   | 7  | 4  | 19 | 38:73  | 18   |

|  | Kampioen, geplaatst voor nationale eindronde |
|  | Geplaatst voor nationale eindronde           |
|  | Degradatie                                   |

## Promotie-eindronde

### Kwalificatie Nedersaksen
De vicekampioenen van de twee Nedersaksische Amateuroberliga's speelden tegen elkaar voor een plaats in de eindronde. Voor het eerst werd dit over twee wedstrijden gespeeld. Daar de amateurs van VfL Osnabrück niet konden deelnemen nam de derde in de stand, Nordhorn, hun plaats in. Na twee gelijke spelen werd via kop of munt beslist wie won, Nordhorn trok aan het langste eind. 
Heen
|               |                    |       |                 |          |
| 23 april 1961 | Eintracht Nordhorn | 1 - 1 | Teutonia Uelzen | Nordhorn |
| 23 april 1961 |                    |       |                 | Nordhorn |

Terug
|               |                 |       |                    |        |
| 30 april 1961 | Teutonia Uelzen | 0 - 0 | Eintracht Nordhorn | Uelzen |
| 30 april 1961 |                 |       |                    | Uelzen |

### Groep A
| Plaats | Club                 | Wed. | Wa | G | V | Saldo | Ptn. |
| ------ | -------------------- | ---- | -- | - | - | ----- | ---- |
| 1.     | Eintracht Nordhorn   | 6    | 4  | 1 | 1 | 15:04 | 9    |
| 2.     | Leu Braunschweig     | 6    | 4  | 0 | 2 | 11:06 | 8    |
| 3.     | SV Friedrichsort     | 6    | 3  | 0 | 3 | 10:11 | 6    |
| 4.     | Wilhelmsburger FV 09 | 6    | 0  | 1 | 5 | 04:19 | 1    |

|  | Promotie naar Oberliga Nord 1961/62 |

### Groep B
| Plaats | Club                 | Wed. | Wa | G | V | Saldo | Ptn. |
| ------ | -------------------- | ---- | -- | - | - | ----- | ---- |
| 1.     | SV Arminia Hannover  | 6    | 5  | 0 | 1 | 20:09 | 10   |
| 2.     | Bremer SV            | 6    | 5  | 0 | 1 | 18:09 | 10   |
| 3.     | Harburger TB 1865    | 6    | 2  | 0 | 4 | 12:18 | 4    |
| 4.     | 1. Schleswiger SV 06 | 6    | 0  | 0 | 6 | 07:21 | 0    |

De amateurs van Holstein Kiel werden kampioen in Sleeswijk-Holstein, omdat zij niet konden promoveren nam derde in de stand, Schleswig 06 hun plaats in. 
|  | Play-off voor promotie naar Oberliga Nord 1961/62 |

|              |                     |       |           |                             |
| 10 juni 1961 | SV Arminia Hannover | 1 - 4 | Bremer SV | Millerntor-Stadion, Hamburg |
| 10 juni 1961 |                     |       |           | Millerntor-Stadion, Hamburg |